# Batrachoides walkeri
Batrachoides walkeri is een  straalvinnige vissensoort uit de familie van kikvorsvissen (Batrachoididae). De wetenschappelijke naam van de soort is voor het eerst geldig gepubliceerd in 1981 door Collette & Russo.
De soort staat op de Rode Lijst van de IUCN als Onzeker, beoordelingsjaar 2007. De omvang van de populatie is volgens de IUCN dalend.